# Valentino Del Fabbro

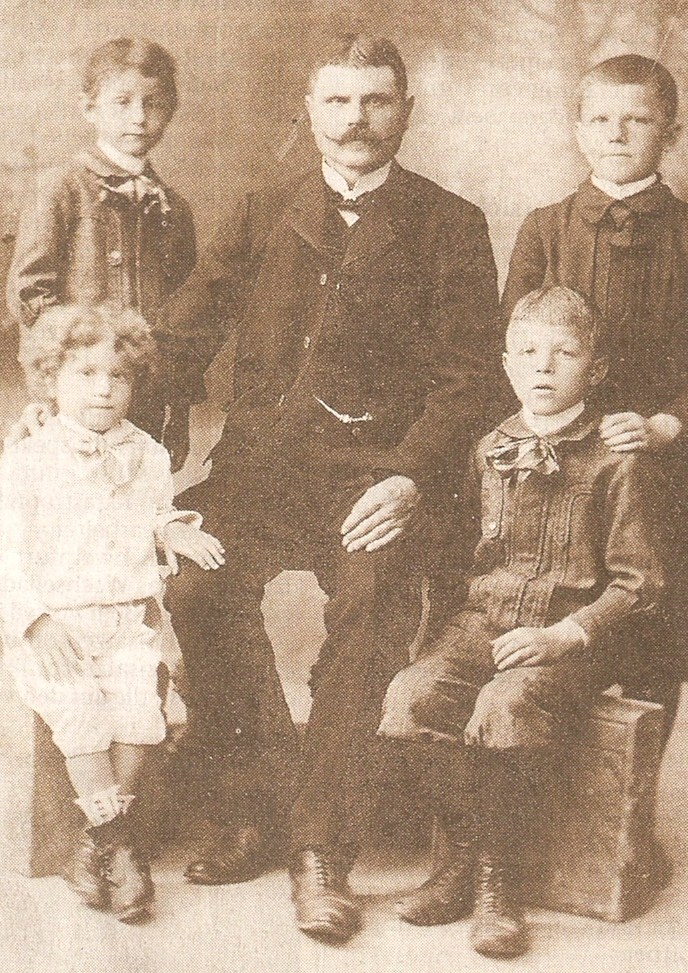
Valentino Del Fabbro (1907)
mit vier seiner fünf Kinder

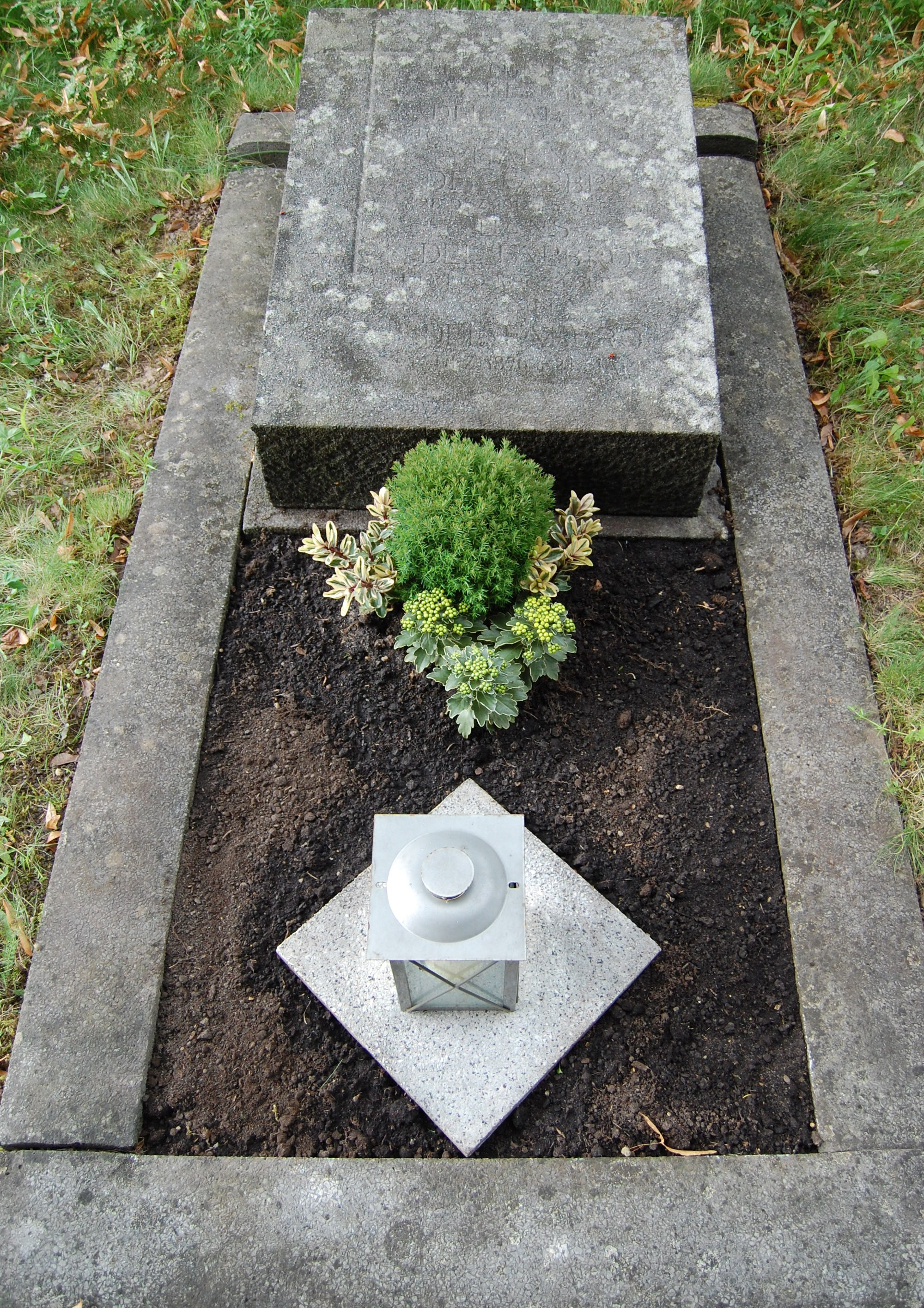
Fabbro-Grab auf dem Kapellenfriedhof (2009)

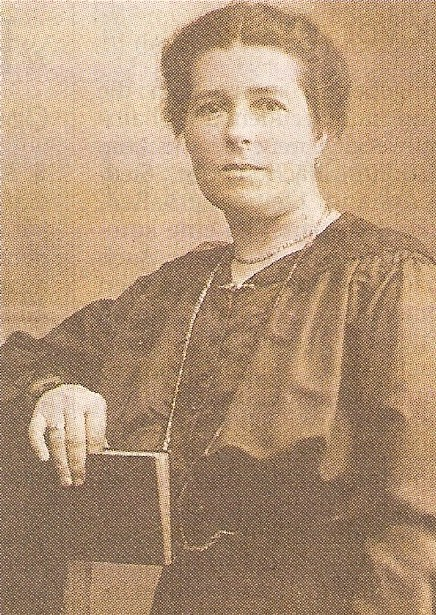
Anna Del Fabbro

Valentino Del Fabbro, auch del Fabro (* 17. September 1866 in Tarcento, Friaul, Italien; † 7. Mai 1915 in Bad Kissingen, Unterfranken) war ein italienischer Handwerker („Terrazziere“) und Unternehmer in Bad Kissingen.

## Leben
Über Fabbros Jugend ist wenig überliefert. Sicherlich besuchte er die vierjährige Grundschule („Scuola elementare“) und erlernte bei Verwandten Grundkenntnisse in der Steinbearbeitung und im Terrazzo-Legen. Um das Jahr 1885 folgte Fabbro dem Ruf seiner beiden bereits in Deutschland arbeitenden Onkel und verließ – wie viele seiner Landsleute schon zuvor – aus wirtschaftlicher Not seine italienische Heimat.
Noch vor seiner Auswanderung heiratete er Anna Batta-Ermacora (1876–1959). Sie war die Tochter einer einst wohlhabenden, später aber verarmten Familie, so dass sie bereits als Neunjährige in einer Weberei hatte arbeiten müssen. Das Ehepaar hatte sechs Kinder (vier Knaben und zwei Mädchen), von denen fünf das Erwachsenenalter erreichten.
Zuerst ging Fabbro nach Wiesbaden, doch bei der Geburt seines ersten Sohnes Johann (Giovanni) im Jahr 1897 lebte und arbeitete er in Würzburg bei der Zement-Firma „Treppo & De Marco“. Um 1900 kam er in die unterfränkische Kurstadt Bad Kissingen und eröffnete dort ein eigenes Terrazzo-Geschäft (heute Erhardstraße 31). Den anfangs benötigten Teilhaber konnte er schon im Jahr 1906 wieder auszahlen. Im Jahr 1913 firmierte er unter „Valentino Del Fabbro Bad Kissingen - Marmor-, Mosaik- und Terrazzo-Fußböden, Zement- und Asphaltarbeiten aller Art“. Mit seinem Unternehmen verlegte er Terrazzo-Böden in Unterfranken u. a. in Bad Kissingen (Regentenbau, Villa Hailmann u. a.), Großenbrach (heute Ortsteil von Bad Bocklet), Bad Brückenau, Münnerstadt, Heustreu und Bad Königshofen.
Fabbro starb am 7. Mai 1915 im Alter von nur 49 Jahren an Lungenentzündung, vielleicht eine Folge seines Berufes, und wurde auf dem Bad Kissinger Kapellenfriedhof beigesetzt. Sein erster Grabstein war ein aufrecht stehender Terrazzo-Stein. Das heutige Grab ist dagegen unscheinbar, die Inschriften auf dem Grabstein verwittert und unlesbar.

## Anna Del Fabbro
Valentinos Ehefrau, Anna Del Fabbro, versuchte nach dem Tod ihres Mannes die deutsche Staatsbürgerschaft zu erlangen, was bis zum Ausbruch des Ersten Weltkriegs (1914) problemlos möglich war, doch nach dem Ausstieg Italiens (1915) aus dem Dreibund mit dem Deutschen Reich und dem Kaiserreich Österreich-Ungarn sowie Italiens Kriegserklärung an Deutschland (1916) erheblich erschwert oder sogar unmöglich wurde. Im Falle Fabbros fürchtete der Staat wohl auch Unterhaltszahlungen für fünf teilweise noch minderjährige Kinder leisten zu müssen. Denn mit dem Tod des Vaters war die Firma zunächst geschlossen und kein Einkommen gegeben. So starb Anna Del Fabbro im Jahr 1959 noch als Italienerin.

## Unternehmen
Fünf Jahre nach dem Tod des Vaters, ab 1920, führte dessen Sohn Giuseppe mit seinen Brüdern den väterlichen Betrieb unter altem Firmennamen weiter. Als Berufe gaben die Brüder Terrazzo-Leger, Zementierer, Asphaltierer, Zementarbeiter und Kunstplattenhersteller an. Später zog die Firma von der Erhardstraße in die Bibrastraße 1 um, wo sie bis zu ihrer Auflösung (1981) blieb.
Bruder Licurgo entwickelte ein Verfahren zur Herstellung eines wasserfesten, feuersicheren und staubfreien Bodenbelags, beispielsweise als Unterlage für Linoleum, und erhielt dafür im Jahr 1939 ein Reichspatent.
Der letzte Firmeninhaber Viktor Del Fabbro, Enkel des Firmengründers Valentino, inzwischen 1956 naturalisiert, verkaufte das Unternehmen im Jahr 1981 an die Firma Bauer, die den Namen Del Fabbro bis zum 31. Dezember 1986 weiterführte.